# Yuki Kaneko (fotbollsspelare född 1996)
Yuki Kaneko (金子 優希 Kaneko Yuki?), född 21 april 1996 i Ibaraki prefektur, är en japansk fotbollsspelare.
Kaneko började sin karriär 2019 i Vanraure Hachinohe.